# OGLE-2005-BLG-169L
OGLE-2005-BLG-169L是一顆位於人馬座的恆星，距地球約2,700秒差距。到目前為止，人們未能確認這顆恆星屬主序星與否，但認為屬紅矮星的可能性最高，其他推測有白矮星、中子星或黑洞。
2006年，人們發現有一顆日外行星環繞其運行。

## 行星
光學重力透鏡實驗（OGLE）小組以重力微透鏡方式發現一顆行星，編號為“OGLE-2005-BLG-169Lb”。以恆星的估計質量（太陽0.49倍）估計，這顆行星的質量約為地球的13倍，其質量及估計溫度與天王星相若，類型可能為像天王星般的氣體行星，或是由固態冰或岩石組成的超級地球。

## 請參閱
- OGLE-2005-BLG-390L
- 光學重力透鏡實驗（OGLE）

## 外部連結
- （英文） Extrasolar Encyclopedia: OGLE-05-169L
- （英文） Extrasolar Encyclopedia: OGLE-05-169L b
- （英文） SPACE.com: Newfound Ice World Alters Perceptions of Planetary Systems（页面存档备份，存于）
- （英文） PLANET/RoboNet microlensing campaign: MICROLENSING EVENT OGLE-2005-blg-169